# Peter Krüger (Unternehmer, 1941)
Peter Krüger (* 3. September 1941; † 30. April 2020) war ein Schweizer Immobilienunternehmer, der 2000 in einem medienträchtigen Verfahren wegen des betrügerischen Konkurses seiner Unternehmensgruppe verurteilt wurde.

## Karriere
Peter Krüger stammte aus zerrütteten Verhältnissen und wuchs in einem Berner Heim auf. Nach einer KV-Lehre gründete er im Alter von 34 Jahren sein erstes Unternehmen. Daraus wurde eine Unternehmensgruppe und eine der grössten Immobiliengesellschaften in Bern mit 120 Angestellten. Mit seiner dritten Ehefrau Barbara liess er sich im Spiegel eine prunkvolle Villa erbauen.
In den 1990er Jahren geriet Krügers Gruppe wegen der Wirtschaftskrise in Liquiditätsprobleme: Mieter konnten die Mieten nicht mehr bezahlen, und die Zinsen für Kredite waren hoch. 1993 meldete Krügers Gruppe Konkurs an und hinterliess Schulden von 250 Millionen Franken. Dieser Konkurs und andere faule Kredite brachten seine Kreditgeberin, die Berner Kantonalbank, an den Rand des Ruins; der Kanton Bern musste für ihre Rettung 1,5 Milliarden Franken ausgeben.

## Strafverfahren
Krüger floh mit seiner Frau auf die Cayman Islands und entzog sich so vorerst dem Zugriff der Justiz, die gegen ihn wegen Konkursdelikten ermittelte. Seine privaten Immobilien überschrieb er seiner Frau. Als die Auslieferung 1997 unabwendbar erschien, willigte er in die Rückkehr in die Schweiz ein. Ein Berner Gericht verurteilte ihn 2000 wegen betrügerischen Konkurses zu dreieinhalb Jahren Zuchthaus: Krüger hatte gemäss dem Urteil seinen Unternehmen Vermögenswerte entzogen, um sie vor seinen Gläubigern in Sicherheit zu bringen und seinen Lebensstandard wahren zu können.
Krüger akzeptierte das Urteil, sass die Strafe im Gefängnis Witzwil ab und einigte sich mit seinen Gläubigern: Seine Ehefrau zahlte ihnen 85 Prozent ihres Vermögens, das ihr weitgehend ihr Mann geschenkt hatte, durfte aber unter anderem einen Tennisclub und eine Villa am Murtensee behalten. Dort lebte Krüger anschliessend zurückgezogen. 2007 verstarb seine Frau Barbara und 2020 verstarb Krüger nach schwerer Krankheit im Kanton Glarus.